# Monika Lind
Monika Susanna Lind Holmberg, ogift Ledberg, född 25 mars 1942 i Stockholm, är en svensk illustratör, konstnär, tecknare, grafisk formgivare och skribent.
Lind är bildkonstnär med ett drygt 40-tal utställningar i Sverige och utomlands. Hon har medverkat med texter i antologier, tidskrifter och böcker, varav flera egna. Lind har illustrerat barnböcker, vuxenböcker, tidskrifter och TV-serie för barn. Lind har bland annat illustrerat barnböckerna om Lasse skrivna av Anna-Karin Eurelius. Hon är innehavare av Foxicon bokförlag. Monika Lind har fått ett flertal stipendier.

## Studier
Monika Lind har studerat på Grundskolan för konstnärlig utbildning 1967 Stockholm och på Beckmans Designhögskola (Anders Beckmans skola) Stockholm 1968–1970. Hon har även studerat kurser för yrkeskonstnärer (Tryckschablontillverkning 1974, Textiltryck 1975, Litografi 1977, Bomullsfärgning 1978) på Konstnärernas Kollektivverkstad Stockholm samt en kurs i text, foto, teckning på Journalisthögskolan Stockholm 1984.

## Familj
Lind-Holmberg är dotter till skribenten och barnboksförfattaren Helge Ledberg samt gift med Benny Holmberg.

## Priser och utmärkelser
- 1976 – ABF:s litteratur- & konststipendium
- 1972 – Stockholms stads konstnärsstipendium
- 1973 – Litteraturfrämjandets stipendium
- 1973 – Pristagare i tidningen Vi:s affischtävling
- 1976 – Författarfondens arbetsstipendium
- 1978 – Konstnärsnämndens arbetsstipendium
- 1980 – Författarfondens arbetsstipendium
- 1982 – Författarfondens arbetsstipendium

## Utställningar
- 1970 Malmö, Form Design Center, teaterdockutställning, samling.
- 1971 Avesta, Krylbo, Galleri Lergöken, teckningar, målningar, separat.
- 1973 Bratislava, barnboksteckningsutställning, internationell, samling.
- 1973 Sverige, barnboksteckningsutställning, vandringsutställning, samling.
- 1974 Sverige, affischutställning, vandringsutställning, samling.
- 1974 Landskrona konstmuseum, tecknartriennal, samling.
- 1975 Nyköpings konstmuseum, barnboksteckningsutställning, samling.
- 1976 Upplands Bro bibliotek, monotypier, separat.
- 1976 Stockholm Kulturhuset, affischutställning, samling.
- 1976 Flen, Galleri Villåttinge, målningar, monotypier, två utställare.
- 1976 Stockholm, Kvinnocentrum, ”Inom kvinnor”, teckningar, samling.
- 1977 Stockholm, gamla riksdagshuset - Festival, med gruppen ”Färgstyrkan”, teckningar, målningar.
- 1978 Umeå, Västerbottens museum, teckningar, målningar, med gruppen ”Färgstyrkan”.
- 1979 Sköldinge, Åsa folkhögskola, teckningar, målningar till undervisningen.
- 1979-81 Stockholms Musikdramatiska Ensemble (SMDE), arbetat med flera utställningar i bland annat Kulturhuset Sthlm, bibliotek, utställningshallar om operorna: ”Månen” av C.Orff och ”Kärleken till de tre apelsinerna” av Prokofjev.
- 1983-86 Stockholm, medverkat i vandringsutställningar bla: Kulturhuset, Årsta Folkets hus, Solna torg, ”Trappan” i Vällingby, Galleri H, Galleri My, till förmån för Peter Watkins fredsfilm, med författare och skådespelare.
- 1986 Stockholm-Madrid, Sida U - forum, teckningar, vandringsutställning, samling.
- 1988 Stockholm, Hamburgerbryggeriet, Illustratörcentrums tecknarmässa.
- 1988 Stockholm, Nacka, Orminge konsthall, teckningar, två utställare.
- 1988 Stockholm, ABF - huset, teckningar, två utställare.
- 1989 Bulgarien, Sofia, Novotel Europa, teckningar, två utställare.
- 1990 Stockholm, Nacka, Fisksätra konsthall, målningar, oljepasteller, två utställare.
- 1992 USA, Illinois, Steeple Building Museum, Bishop Hill, oljemålningar, två utställare.
- 1993 Avesta konsthall, utställning om Bishop Hill / USA, oljemålningar, teckningar, två utställare.
- 1995-97 Stockholm Water Festival, Kreativa kilometern, oljemålningar, skulpturer, samling.
- 1999 Avesta, Fors, Folkets hus, oljemålningar, samling.
- 2000 Stockholm, Upplands Väsby, Väsby konsthall, Konstnärsförbundets jubileumsutställning.
- 2001-002-005 Avesta, By sockenstuga, ”Slånkvicku”, monotypier, blandteknik, collage, oljemålningar, samling.
- 2001 Avesta, Gamla Järnbrukshyttan, ”Konst i Hyttan”, teckningar, samling.
- 2003 Avesta konsthall, ”Collage”, papperscollage i blandteknik, separat.
- 2003 Avesta By, Näs kraftverksmuseum, utställningen ”Vatten”, collage, litografi, teckning, samling.
- 2004 Hedemora, Wahlmanska huset, oljemålningar, collage, illustrationer, separat.
- 2004 Stockholm, Kulturhuset, Galleri 5, Konstnärernas kollektivverkstads medlemsutställning ”EN VAR”, oljemålning.
- 2005 Stockholm, Galleri T, Gamla stan, Svenska Konstnärsförbundets (SK) 30 - års jubileumsutställning medlemmar, ”Intryck - Uttryck”, oljemålningar.
- 2005 Stockholm, Hagasalongen, Stockholms Konstsalong, SK:s 30 - års jubileumsutställning medlemmar, ”Konstnär i tiden”, oljemålningar, monotryck, handgjorda böcker.
- 2006 Stockholm, Kulturhuset Galleri 5, Konstnärernas Kollektivverkstads medlemsutställning ”EN VAR / Stockholm 2006”, oljepastell.
- 2006 Stockholm, Galleri Hagström / Galleri T, Gamla stan, Svenska Konstnärsförbundets medlemsutställning, oljemålningar.
- 2013 Stockholm, Galleri Riddaren, Gamla stan, Konststafetten. Akrylmålningar, samling.
- 2013 Stockholm, Hagasalongen, Vårvisning, Stockholms Konstsalong, Hagaparken. Akrylmålningar, samling.
- 2013 Stockholm, Galleri 40, Hornsgatan 40, Svenska Konstnärsförbundets medlemsutställning, "Människor i stad", akrylmålningar.
- 2015 Stockholm, Galleri T, Gamla stan. Svenska Konstnärsförbundets 40 - års jubileum medlemmar, "Min egen stad", akrylmålningar.